# Einat
Einat (en hebreo: עינת) es un kibutz ubicado en el distrito central de Israel. El municipio está situado cerca de la ciudad de Petaj Tikva y al sur de Rosh HaAyin, pertenece a la jurisdicción del consejo regional de la Llanura de Sharón. En el año 2017 tenía una población de 804 habitantes.

## Historia
El kibutz fue fundado en 1952 por los residentes del kibutz Guivat HaShlosha, y del municipio de Ramat HaKovesh, los cuales habían abandonado el Movimiento del Kibutz Unificado (en hebreo: הקיבוץ המאוחד) (transliterado: Kibbutz HaMeuchad ) tras su ruptura por razones ideológicas. El nombre del kibutz proviene de su proximidad al nacimiento del Río Yarkon.

## Economía
El kibutz fue privatizado, lo cual animó a los hijos de sus miembros a regresar. El kibutz mantiene una sala de banquetes y un cementerio secular, para ofrecer a los israelíes no religiosos la opción de tener un entierro secular, sin tener que recurrir a los servicios de los rabinos ortodoxos. Juntamente con el kibutz Guivat Hashlosha, el kibutz Einat tiene una fábrica llamada Noga-Einat, establecida en 1930, la cual produce botas de combate y calzado para el Ejército, la Policía, y las Fuerzas especiales. La empresa cumple con la norma ISO 9001:2000.

## Cementerio civil
Einat fue el primer kibutz que respondió a la demanda existente en Eretz Israel, para tener la opción de disponer de entierro secular. En 1991, empezó a aceptar peticiones de personas sin afiliación religiosa, que buscaban una alternativa a un entierro según los usos y costumbres del judaísmo ortodoxo.